# Mary River
De Mary River (Gubbi Gubbi: Moocooboola) is een belangrijk riviersysteem in de regio's Zuidoost en Wide Bay-Burnett van Queensland in Australië. De Mary River is opvallend omdat hij van zuid naar noord stroomt.
De rivier is belangrijk omdat er drie bedreigde soorten leven: de Mary River-schildpad, de witkeelschildpad en de Mary River-kabeljauw. De Mary River zou worden afgedamd met de bouw van de Traveston Crossing Dam, maar de bouw werd om milieuredenen geannuleerd. De rivier heeft grote overstromingen meegemaakt in 1955, 1992, 1999, 2011 en 2013.